# Drobnin
Drobnin – wieś w Polsce położona w województwie wielkopolskim, w powiecie leszczyńskim, w gminie Krzemieniewo.

## Historia
Drobnin po raz pierwszy został odnotowany w dokumentach w 1291 roku. Bliżej nieznani Piotrowice sprzedali wówczas Drobnin Bogumiłowi Janowicowi z rodu Leszczyców z pobliskiej Górki. Później miejscowość wielokrotnie przechodziła z rąk do rąk. W 1902 roku jej właścicielem został Stanisław Ponikiewski. Do II wojny światowej majątek w Drobninie pozostawał własnością rodziny Ponikewskich. W latach 1975−1998 miejscowość administracyjnie należała do województwa leszczyńskiego.

## Zabytki
- Dwór z I połowy XIX wieku. W 1911 roku został on rozbudowany o boczne skrzydła i nadbudowany. Położony jest on w środku parku będącego częścią założenia dworskiego.
- Kościół parafialny pod wezwaniem Najświętszego Serca Jezusa.

## Edukacja
Na terenie Drobnina znajduje się Publiczna Szkoła Podstawowa.